# Rampur
Rampur es una ciudad y municipio situada en el distrito de Rampur en el estado de Uttar Pradesh (India). Su población es de 325313 habitantes (2011). El área metropolitana cuenta con 349248 habitantes (2011).

## Demografía
Según el censo de 2011 la población de Rampur era de 325313 habitantes, de los cuales 169681 eran hombres y 155632 eran mujeres. Rampur tiene una tasa media de alfabetización del 59,47%, inferior a la media estatal del 67,68%: la alfabetización masculina es del 62,25%, y la alfabetización femenina del 56,45%.